# Be Human (filme de 1936)
Be Human é um curta-metragem animado e produzido por Fleischer Studios em 1936 estrelado por Betty Boop e Grampy.

## Sinopse
Betty Boop fica furiosa quando vê o seu vizinho fazendeiro chicoteando seu cachorro indefeso. Ela o repreende por meio da canção "Be Human", mas seu apelo apenas o estimula a dar um soco em sua vaca, bater em sua galinha e chicotear seu cavalo. Betty chama o professor Grampy da Animal Aid Society para socorrê-la. Grampy acelera em seu carro com uma engenhoca que captura o fazendeiro e o prende até que Grampy retorne a sua casa. Lá, Grampy deixa o fazendeiro cair em uma esteira em seu porão. Um braço mecânico chicoteia o brutamontes enquanto ele tenta fugir. Enquanto isso, a esteira alimenta a própria fazenda de Grampy, que tem uma variedade de invenções projetadas para alimentar e mimar os animais.[carece de fontes?]

## Elenco
Mae Questel … Betty Boop

Jack Mercer … Grampy / fazendeiro